# 古藤友子
古藤 友子（ことう ともこ、1951年11月10日 - 2022年2月5日）は、日本の中国哲学者。元国際基督教大学教授。
神戸市生まれ。旧姓・藤井。1974年国際基督教大学教養学部人文科学科卒、1985年東京大学大学院人文科学研究科博士課程中国哲学専門課程単位取得退学。姫路獨協大学助教授、1997年教授、1999年国際基督教大学教養学部アーツ・サイエンス学科教授（2016年3月まで）。2015年同大アジア文化研究所所長（2017年3月まで）。専攻は中国哲学、東アジア思想史。

## 著書
- 『漢字音 すぐに役立つ!!日中朝ベトナム・共通語彙408』藤井友子 朝日出版社 1986
- 『日本の文字のふしぎふしぎ 漢字・ひらがな・カタカナ』アリス館 ことばの探検 1997
- 『自分で答えをだしたい人のはじめての易占』青土社 2012

### 共著
- 『五行大義全釈 上巻』中村璋八,藤井友子著 明治書院 1986
- 『周易本義』中村璋八共著 明徳出版社 中国古典新書続編 1992
- 『五行大義 上』中村璋八共著 明治書院 新編漢文選 思想・歴史シリーズ　1998